# Eurotettix robustus
Eurotettix robustus är en insektsart som beskrevs av Bruner, L. 1911. Eurotettix robustus ingår i släktet Eurotettix och familjen gräshoppor. Inga underarter finns listade i Catalogue of Life.